# Abbaye de Schlehdorf
L'abbaye de Schlehdorf est une ancienne abbaye bénédictine, plus tard couvent augustin et maintenant couvent des Sœurs dominicaines des Missions de King William's Town. Elle se trouve à la limite nord des Alpes bavaroises, au bord du lac de Kochel, dans le village de Schlehdorf.
Les religieuses dominicaines sont environ soixante et dirigent une maison d'accueil pour des retraites spirituelles, une boutique d'artisanat monastique et une école secondaire pour filles (Realschule) dépendant du diocèse de Munich et Freising.

## Histoire
L'abbaye est dédiée à saint Denis et à saint Tertullien et a été fondée par les moines de l'abbaye de Benediktbeuern vers 740, avec l'abbé Atton à leur tête, sous la protection de la famille bavaroise d'antique noblesse, les Huosi (de). Des moines de l'abbaye de Scharnitz, démantelée, sont venus en 769. Il semble que cette première abbaye ait été détruite par les invasions magyares au IXe siècle. Les chanoines de Saint-Augustin la reconstruisent pour s'y installer en 1140. Le monastère est rebâti en style baroque entre 1773 et 1780 par Balthasar Trischberger.
Leur maison est dispersée après sept siècles de présence en 1803, lors du recès d'Empire inspiré des lois napoléoniennes qui confisque les possessions monastiques pour les donner aux différents souverains allemands ayant participé à l'effort de guerre napoléonien, afin de les indemniser. L'abbaye est vendue.
Les Dominicaines des Missions de King William's Town achètent les bâtiments en 1904 qui deviennent le siège de la province allemande de leur congrégation en 1960.
On remarque dans l'église de la Sainte-Croix la représentation sculptée la plus ancienne de la Crucifixion, datant de 970.

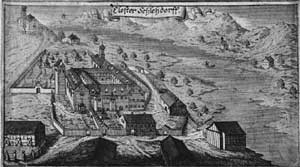
L'abbaye de Schledorf, gravure de 1687
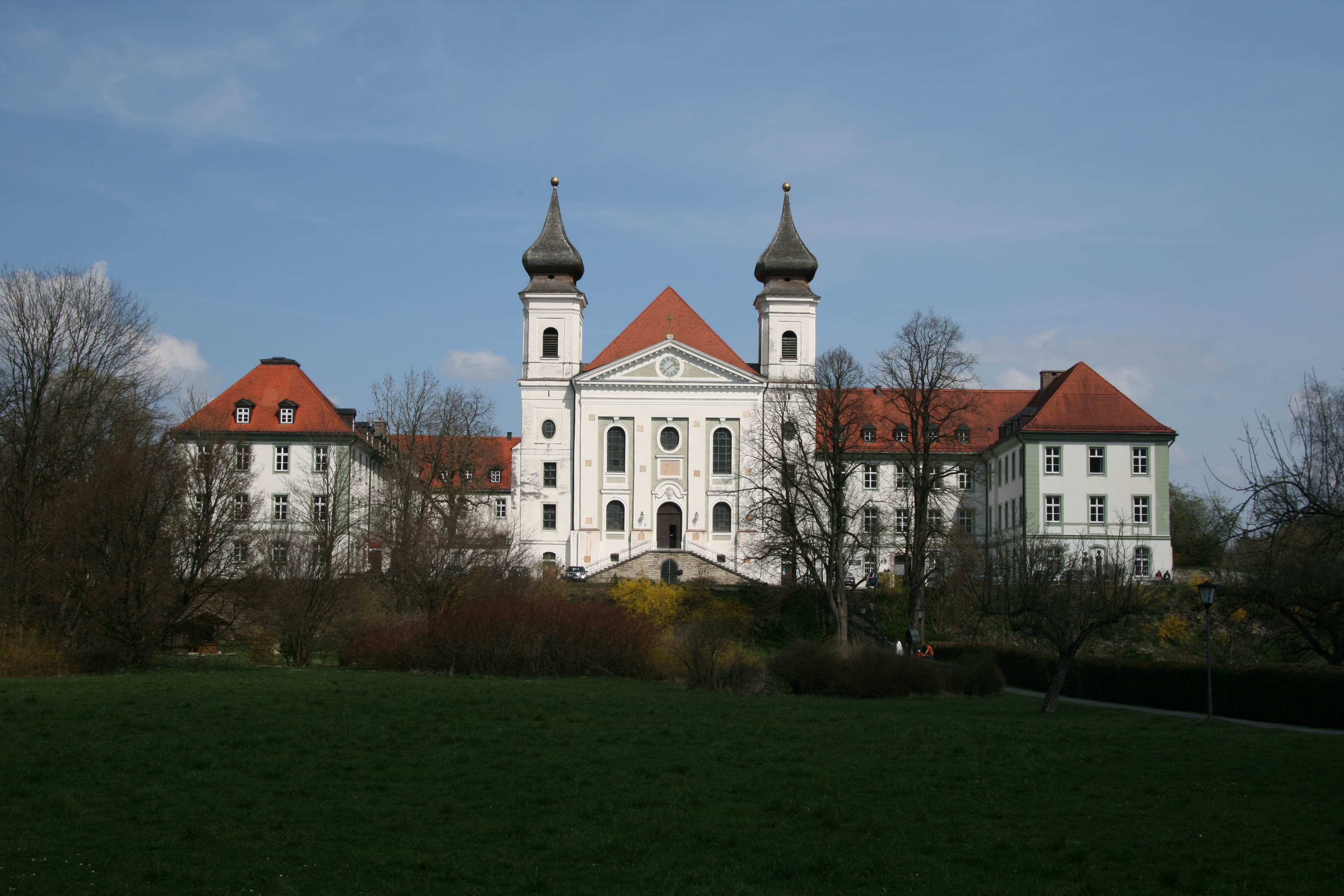
Façade de l'église et du couvent
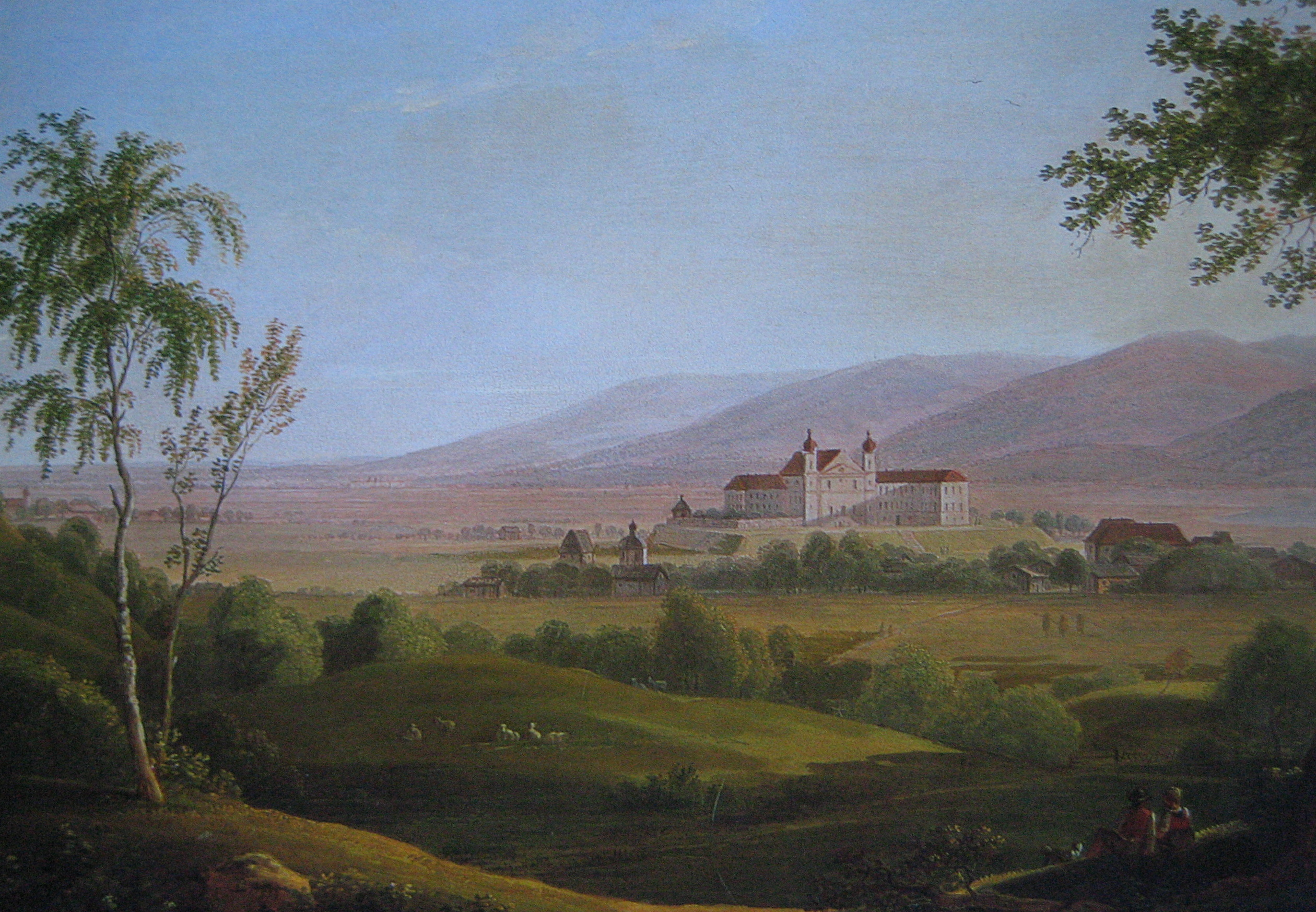
Schlehdorf, par Simon Warnberger (de) (1769-1847)

## Source
- (de) Cet article est partiellement ou en totalité issu de l’article de Wikipédia en allemand intitulé « Kloster Schlehdorf » (voir la liste des auteurs).